# یزدگرد دوم
یَزدگِرد دوم (به پارسی میانه: 𐭩𐭦𐭣𐭪𐭥𐭲𐭩؛ درگذشتهٔ ۴۵۷ میلادی)، شانزدهمین شاهنشاه ساسانی بود. لقب او کی بَغِ مزداپرست بود. وی پس از مرگ پدرش، بهرام گور بر تخت نشست.

## نام‌شناسی
یزدگرد، نام ترکیبی از «یَزَد» برگرفته از «یَزَتَه» به معنای «خدایی» و «کرتَه» به معنی «ساخته» است که در ترکیب، به معنی «خدا ساخته» است و شبیه به «بَغ‌کَرت» ایرانی و «Theokistos» یونانی است. صورت‌های دیگر این کلمه در فارسی میانه یَزدِکِرت ‏(yzdkrt')، در سریانی یَزدِگِرد و ایزدِگِرد و یزدِگِر، به یونانی باستان Ἰσδιγέρδης (ایسدیگِردِس) و صورت‌های متفاوت دیگر، در فارسی نو یَزدْگِرد، یَزدِگِرد، یَزدگَرد و یَزدکَرد، در تلمود ایزدِگِر و اَزگر، در (به عربی: یَزدِجِرد) (در شعر اغانی: اَزدکِرد)، و در ارمنی کلاسیک یَزکِرت ‏(Յազկերտ) است.

## رویدادهای زمان پادشاهی یزدگرد
او در همان آغاز فرمانروایی، چنان‌که طبری خاطر نشان می‌کند، بارعام‌هایی را که در اعیاد نوروز و مهرگان برپا می‌شد و از رسم‌های دیرینهٔ نوروز در ایران باستان بود، لغو کرد. عامهٔ مردم در این بارعام‌ها، اجازهٔ آن را داشتند که به‌طور آزادانه با شاه دیدار کرده و شکایات خود را مطرح کنند و شاه را حتی در برخی مواقع، مورد مؤاخذه قرار می‌دادند. از طرفی منابع تاریخی، خاطر نشان می‌کنند که احتمالاً رسم مزبور، توسط یزدگرد یکم که منفورترین پادشاه ساسانی در نزد روحانیان زردشتی است، لغو شده است. در اعمال شهدا از رسم دیگری سخن رفته است، در ابتدا رسم ساسانیان این بود که هفتهٔ اول هر ماه، همه کس حق داشت، نزد مأموران دولت رفته، از ظلمی که دربارهٔ او شده، شکایت کند و دعاوی خود را که رسیدگی نشده‌باشد، به شاه عرض نماید. احتمال می‌رود که این رسم را یزدگرد دوم نسخ کرده‌باشد.

## چگونگی مراسم طرح شکایات در بارعام
آرتور کریستنسن، ایرانشناس دانمارکی می‌نویسد، پادشاهان نخستین ساسانی، سالی دو بار در اعیاد نوروز و مهرگان بارعام می‌دادند و ورود همه کس را از خرد و کلان آزاد می‌گذاشتند. چند روز قبل از طرف شاه اعلام می‌شد که بارعام خواهد داد تا شاکی و کسی که از او شکایت شده‌بود، خود را برای جواب دادن، آماده کنند. پس آنگاه پادشاه به موبد موبدان امر می‌داد که مردمانی امین و مطمئن در مدخل قصر قرار دهد تا کسی از دخول متظلمان ممانعت نکند و اعلام می‌نمود که هر کسی در این موقع مانع شود از اینکه مظلومی شکایت خود را عرض کند، نسبت به خدا و پادشاه مرتکب گناهی عظیم شده و از امان قانون محروم خواهد بود. پس آنگاه مردان را داخل می‌کردند نخست به شکایاتی که طرف آن شخص پادشاه بود، رسیدگی می‌نمودند.
شاه موبد موبدان و ایران دبیر بذ و نگاهبان کل آتشکده‌ها (هیربذان هبربذ) را احضار می‌کرد و سپس برمی‌خاست و از تخت فرود می‌آمد و پیش موبدان موبد به داوری به دو زانو می‌نشست و می‌گفت «هیچ گناهی نیست نزد خدای تعالی بزرگتر از گناه پادشاهان و حق گذاردن پادشاهان نعمت ایزد تعالی نگه داشتن رعیت است و داد ایشان دادن و دست ستمکاران از ایشان کوتاه کردن پس چون پادشاهی راه بیداد سپارد زیردستان او خود را در خراب کردن آتشکده‌ها و شکافتن دخمه‌ها مجاز خواهند دانست و این عبارت را بر زبان جاری می‌کرد من که بنده ناچیزی بیش نیستم در برابر تو قرار گرفته‌ام چنان‌که تو فردا در برابر خدا قرار خواهی گرفت، اگر تو جانب خدا نگاهداری خدا نیز جانب تو نگاه دارد اما اگر جانبداری از شاه کنی خدا تو را کیفر دهد.» موبد موبدان در پاسخ می‌گفت «اگر خدا سعادت بندگان خود را بخواهد بهترین مرد مملکت را برای آنها انتخاب می‌کند و اگر مشیت او تعلق گرفته باشد که منزلت پادشاه را بنمایاند، کلماتی بر زبان او جاری می‌کند، شبیه آنچه تو الان بر زبان راندی.» سپس به دعوی رسیدگی می‌کردند.
اگر به قصور پادشاه صادر می‌شد، بایستی جبران و تدارک کند وگرنه شاکی را حبس می‌کردند و او را مجازاتی عبرت‌انگیز نموده، اعلام می‌کردند که «اینست سزای کسی که خواسته است، به شاه نسبت ظلم بدهد و به کشور زیان رساند.» پس از ختم این عمل قضایی، پادشاه برمی‌خواست و به تفضیل خدا را شکر و ثنا می‌گفت، آنگاه مجدداً تاج بر سر می‌نهاد و بر تخت می‌نشست و از شاکیان دیگر دعوت می‌نمود که شکایات خود را عرض کنند. این روایات مسلماً تا حدی متکی به اسناد تاریخ است.

## جنگ و روابط خارجی

### رابطه با رومیان

نقشه قفقاز

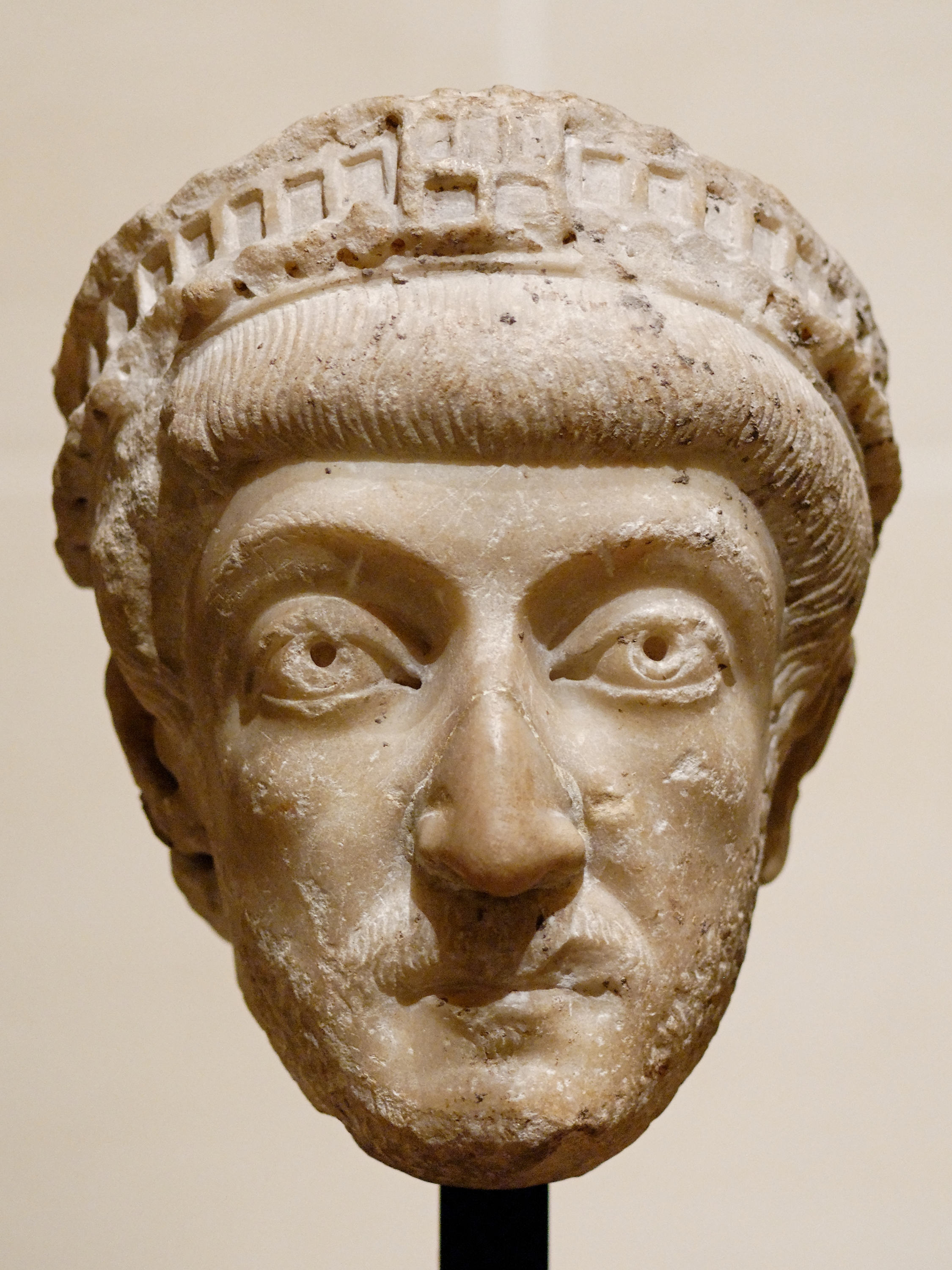
سردیس تئودوسیوس دوم در لوور

پس از نشستن بر تخت، یورش‌های هپتالیان مجالی به او نداد تا به رومیان بپردازد. هنگام پادشاهی یزدگرد، پیمانی با بیزانس بست که بنا بر آن امپراتور روم شرقی تئودوسیوس دوم متعهد شد که رومیها، استحکاماتی در نزدیکی مرزهای ایران، بنا نکنند و هم قبول کرد که سالیانه مبلغی به ایران برای نگاهداری از دژهای دربند بپردازد تا از تجاوز و حملهٔ مردمان شمالی، به ایران و روم جلوگیری شود.

### نبرد با هون‌ها

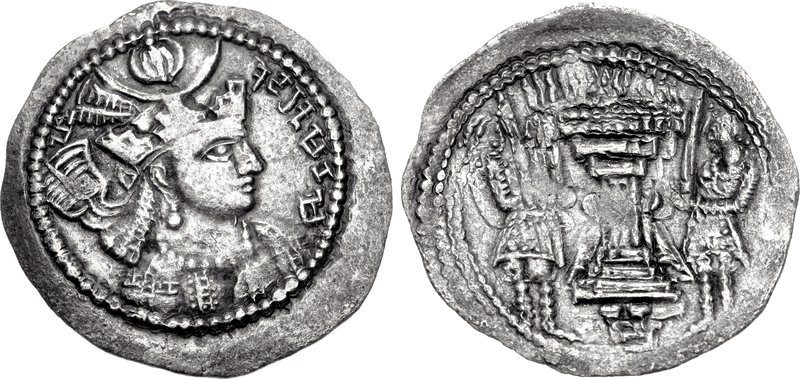
یک درخم کیداری که به سبک سکه‌های ساسانی ضرب شده

از زمان سلطنت شاپور دوم (۳۰۹–۳۷۹)، ایران مجبور بود با مهاجمان کوچ نشین شرق موسوم به «هون‌های ایرانی» و متشکل از هفتالی‌ها، کیدری‌ها، خیونان و آلخان‌ها مقابله کند. آنها توخارستان و قندهار را از شاپور دوم و متحدان کوشانو-ساسانی او و سرانجام کابل را از شاپور سوم (۳۸۸–۳۸۳) گرفتند. شواهد باستان‌شناسی، سکه‌شناسی، و مُهرشناسی نشان می‌دهد که هون‌ها بر قلمرویی به همان اندازه که توسط ساسانیان متمدن شده بودند، حکومت می‌کردند. آنها به سرعت نماد و عنوان امپراتوری ایرانی را پذیرفتند. سکه‌های آنها نیز از ضرب سکه‌های شاهنشاهی ساسانی تقلید می‌کردند. ریچارد پین، مورخ معاصر، می‌گوید: «برخلاف خیونان مخرب سرزمین‌های ایرانی یا بربرهای غارتگر سرزمین‌های رومی، پادشاهی هون‌های آسیای مرکزی پس از ایران، دولت‌هایی مبتنی بر شهر، پرداخت مالیات و از لحاظ ایدئولوژیک نوآور بودند. شاهان آنها به ندرت برکنار می‌شدند.» ایران که به شدت توسط هون‌ها تحت فشار بود، در مناطق شمالی و شمال شرقی خود، به ویژه در زمان بهرام پنجم و یزدگرد دوم، که هر دو تلاش کردند تاخارستان را بازپس گیرند، تقریباً بدون وقفه با آنها جنگید. اما تنها موفق به حفظ ابرشهر شد. تلاش‌های ساسانیان در اوایل قرن پنجم توسط کیدری‌ها مختل شد، که در نتیجه یزدگرد اول (۳۹۹–۴۲۰)، بهرام پنجم و/یا یزدگرد دوم را مجبور به پرداخت خراج به آنها نمود. اگرچه این امر خزانه داری ایران را به دردسر نینداخت، اما به هر حال تحقیرآمیز بود. یزدگرد دوم در نهایت از پرداخت خراج خودداری کرد.
یزدگرد دوم در سال ۴۵۰، لشکرکشی به عمق قلمرو کیداریت در آسیای میانه را آغاز کرد و به قلعه‌ها و شهرهای آنها حمله کرد و آن‌ها را تصرف کرد. این یورش منجر به جمع‌آوری اسیران و ثروت‌های بسیاری شد. او در سال ۴۵۳ دربار خود را به نیشاپور در ابرشهر منتقل کرد تا با تهدید کیدریان روبرو نشود و وزیر خود (وزرگ فرمذار) مهر نرسه را عهده‌دار اداره امپراتوری ساسانیان گذاشت. او سالهای زیادی را در جنگ با کیداریان گذراند. نیروهای او ابتدا شکست سختی را متحمل شدند، اما جنگ ادامه یافت. به گزارش شهرستان‌های ایرانشهر، یزدگرد دوم شهر دامغان را مستحکم کرد و آن را به یک پایگاه مرزی قوی در برابر کیدریان تبدیل کرد. در همین دوره بود که یزدگرد دوم ایالت اران-خواره-یزدگرد («ایران، شکوه یزدگرد») را که در شمال استان گرگان بود، ایجاد کرد. بعد از اینکه یزدگرد دوم توانست بخش شرقی امپراتوری خود را در برابر تهاجمات کیدری ایمن کند، تمرکز خود را بر ارمنستان و آلبانی قفقاز معطوف کرد تا با رومی‌ها از قفقاز در برابر تهدید فزاینده هون‌ها دفاع کند.

### شورش در ارمنستان

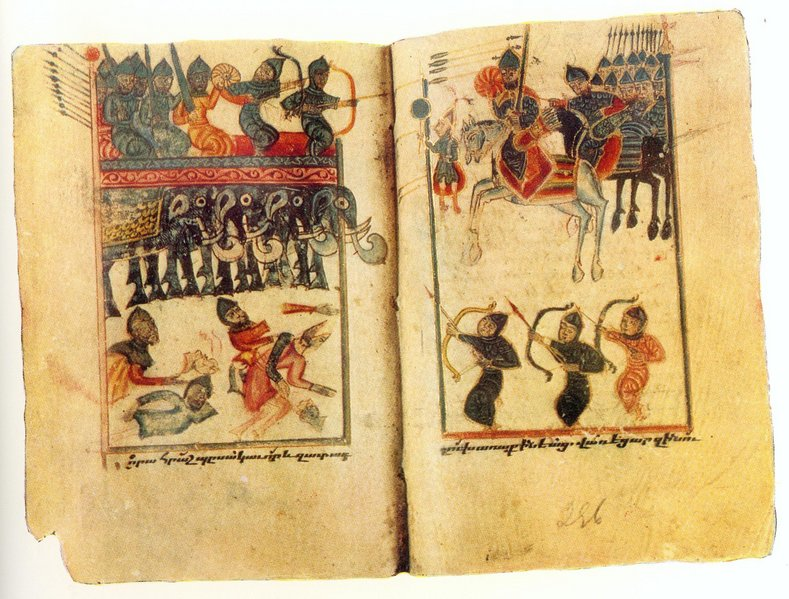
نگارگری ارمنی سدهٔ پانزدهمی که نبرد آوارایر را نشان می‌دهد، دراین نبرد ساسانیان نیز پیروز شدند

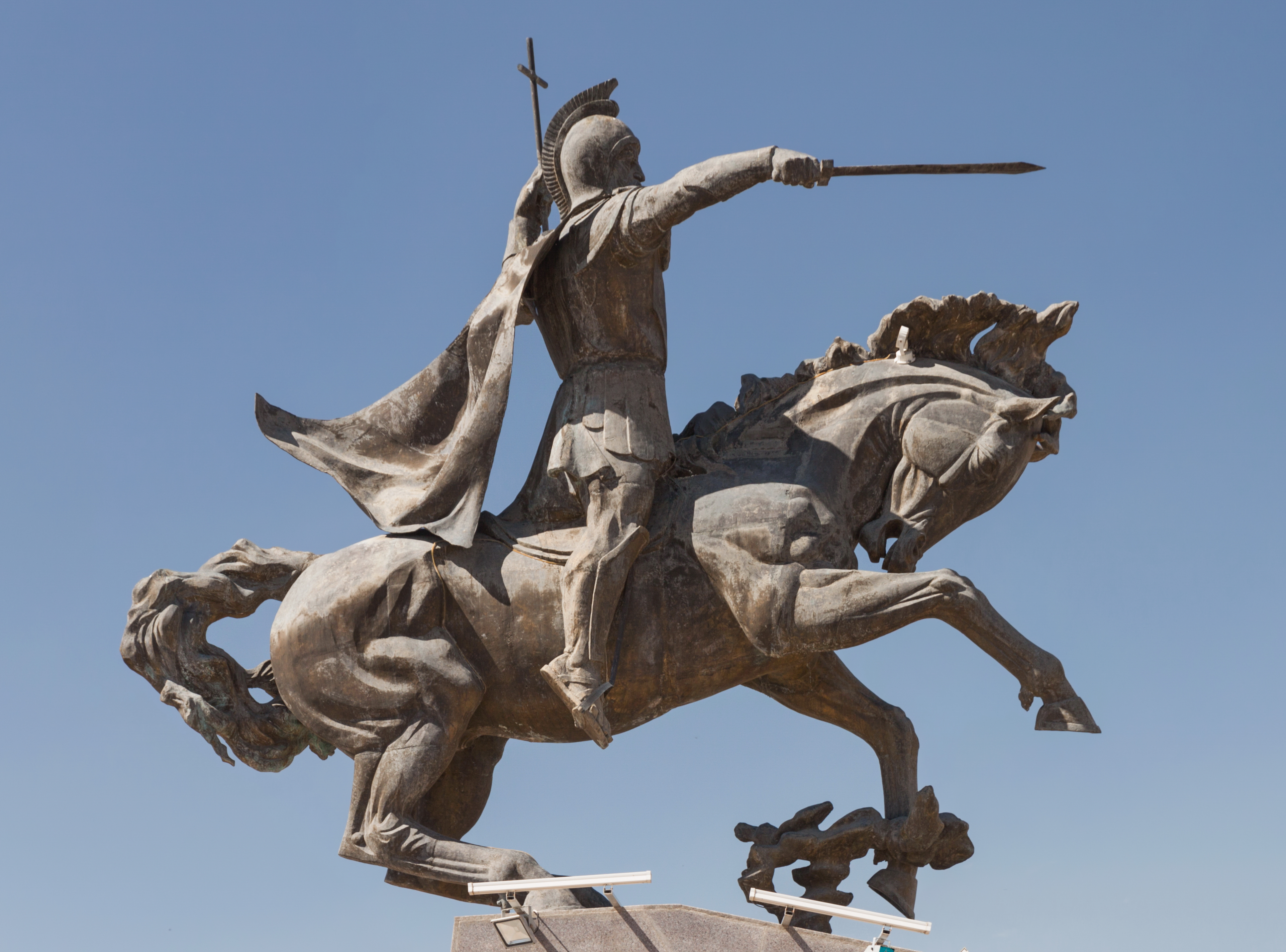
تندیس اسب‌سوار وارتان مامیکونیان در ایروان، ارمنستان

در دوران یزدگرد مذهب عیسوی در ارمنستان ساسانی در حال گسترش بود. یزدگرد می‌خواست آن مملکت را در مذهب زرتشتی نگاه دارد تا اینکه از ایران جدا نشود ولیکن مسروب ماشتوتس نامی ارمنی، در سال ۳۹۷ میلادی، خطی برای زبان ارمنی اختراع کرده بود که باعث استحکام مبانی ملیت آنها، گردیده بود.
وزیر ایران‌شهر مهرنرسی اعلامیه‌ای منتشر و اصول مذهبی عیسوی را رد کرد. رؤسای روحانیان ارمنی، ردی بر این اعلامیه نوشتند و کار به اقدامات جبری کشید و ارمنی‌ها شوریدند
و روحانیون عیسوی جهاد را اعلام نمودند ولی مانند همیشه رقابت خاندان‌های بزرگ ارمنستان، مانع انجام یک اقدام مشترک شد. شورشیان از امپراتور روم یاری جستند، ولی نتیجه نداد زیرا دولت بیزانس مشغول دفاع سرحدات خود و دفع هون‌ها بود. یزدگرد، به ارمنستان لشکرکشی کرد و به سال ۴۵۱ میلادی، شورشیان را در جنگ سختی به نام آوارایر مغلوب کرد.
به دنبال گرفتاریهایی که در ارمنستان برای وی پیش آمد نه فقط دوباره تعقیب مسیحی‌ها شروع شد بلکه نسبت به یهود هم سختگیری‌هایی آغاز گشت.
این سختگیری‌ها در زمان سلطنت پسر وی بلاش ساسانی به پایان رسید.

## سیاست دینی

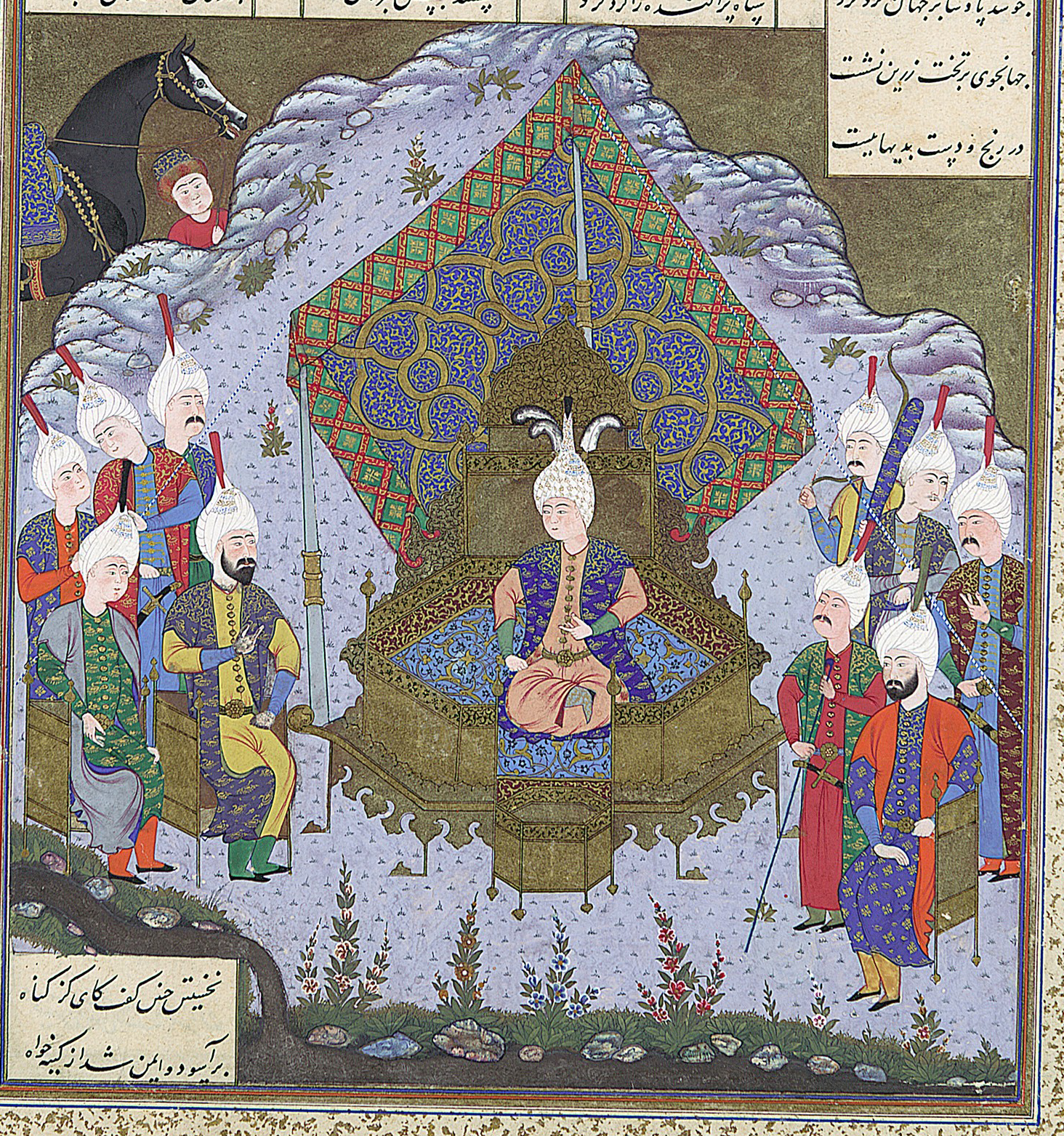
تخت شهریاری یزدگرد دوم نگاره‌ای از شاهنامهٔ تهماسبی متعلق به سدهٔ شانزدهم میلادی (دورهٔ صفوی) جای نگهداری: موزه متروپولیتن هنر

هر چند یزدگرد به دلیل همراهی با موبدان برای گسترش دین زرتشتی لقب نرمخو گرفت، ولی تمام منابع تاریخی در این باره نظر یکسانی ندارند، منابع عربی و فارسی بر تقوای شخصی و دشمنی وی با اشراف تأکید دارند، در حالی که منابع ارمنی و سریانی او را فردی متعصب مذهبی توصیف می‌کنند. جنبه اخیر اغلب در تاریخ‌نگاری مدرن مورد تأکید قرار گرفته است. بی‌ثباتی امپراتوری در زمان یزدگرد دوم که با اشراف رابطه ناآرامی داشت و در شرق با چالش بزرگی از سوی کیدریان مواجه بود، روز به روز افزایش می‌یافت. در آغاز سلطنت یزدگرد دوم، او متحمل چندین شکست از کیدریان شد که به دلیل بسیاری از سوارانش که از ایبری‌ها و ارمنی‌ها بودند، تقصیر را به گردن مسیحیان انداخت. آزار و اذیت مسیحیان برای اولین بار در سال ۴۴۶ با اشراف مسیحی کرخ در بین‌النهرین آغاز شد. او بعدها تمرکز خود را به سمت اشراف مسیحی ایبریا و ارمنستان معطوف کرد. آزار و شکنجه یزدگرد دوم علیه غیرزرتشتیان عموماً محدود بوده است و اشراف هدف اصلی آن بوده است.او به دلیل همراهی
یزدگرد دوم در اصل به سیاست‌های پدرش برای مماشات با بزرگان ادامه داده بود. با این حال، پس از مدتی از آنها روی گردانید و سیاست خود را آغاز کرد. وقتی بزرگان به او گفتند که سیاست‌های جدیدش مردم را آزرده کرده است، او مخالفت کرد و گفت: «این درست نیست که تو تصور کنی رفتار پدرم با تو، نزدیک نگه داشتن تو و عطا کردن تو. همه آن فضل بر همه پادشاهانی است که بعد از او می‌آیند… هر عصری آداب و رسوم خاص خود را دارد.
بنابراین هدف اولیه یزدگرد دوم در تمام دوران سلطنتش مبارزه با مسائل داخلی و خارجی بود که برای کشور خطرآفرین بود، از طریق تقویت تمرکز سلطنتی بوروکراسی، که مستلزم همکاری اشراف بود. توجیه این امر بعداً وقتی آشکار شد که یزدگرد دوم در سال ۴۵۱ ادور هرمز را به عنوان فرماندار جدید ارمنستان (مرزبان) منصوب کرد و به آزار و شکنجه غیرزرتشتیان در ارمنستان پایان داد و آزادی مذهبی در این کشور را مجاز کرد. این تصمیم بعید بود که توسط یک متعصب مذهبی گرفته شود. در واقع، به گفته اسکات مک دونا، مورخ معاصر، ایمان زرتشتی شاید برای یزدگرد دوم «آزمایش وفاداری شخصی» بود. او همچنین اشراف زرتشتی را هدف قرار داد و مزیت ورود آنها به دربار را از بین برد و مردان ارتش صحرایی خود را اخته کرد تا خواجه‌هایی به وجود آورد که نسبت به او وفادارتر از خانواده‌های خود باشند. با این حال، سیاست یزدگرد دوم برای ادغام اشراف مسیحی در بوروکراسی همچنان پیامدهای مشکل‌زا داشت. قبل از انتصاب ادور-هرمز، ارمنستان در یک شورش بزرگ فرورفته بود. علت این شورش تلاش مهر نارسه برای تحمیل آیین زروانی در ارمنستان بود. نیات او با نیات یزدگرد دوم متفاوت بود. در نتیجه، بسیاری از اشراف ارمنی (و نه همه) زیر نظر واردان مامیکونیان، فرمانده عالی ارمنستان (اسپاراپت) گرد هم آمدند. شورشیان ارمنی سعی کردند از رومیان کمک بخواهند، اما بی‌نتیجه ماندند. در این میان، گروه دیگری از ارمنی‌ها به رهبری مرزبان واساک سیونی با ساسانیان متحد شدند.
در ۲ ژوئن ۴۵۱، نیروهای ساسانی و شورشی در آوارایر با هم درگیر شدند و ساسانیان پیروز شدند. نُه ژنرال از جمله واردان مامیکونیان کشته شدند و تعداد زیادی از اشراف و سربازان ارمنی به همین سرنوشت دچار شدند. اما ساسانیان نیز به دلیل مبارزه قاطعانه شورشیان ارمنی متحمل خسارات سنگینی شده بودند. اگرچه یزدگرد دوم پس از آن به آزار و شکنجه در کشور پایان داد، تنش‌ها ادامه یافت تا اینکه در سال ۵۱۰ یکی از خویشاوندان وردان مامیکونیان، ورد مامیکونیان، توسط نوه یزدگرد دوم، قباد اول (ح. ۴۸۸–۵۳۱) به مرزبانی منصوب شد.
یهودیان در دوره یزدگرد دوم نیز مورد آزار و اذیت قرار گرفتند. گفته می‌شود که او احکامی صادر کرد که آنها را از برگزاری علنی روز سبت منع کرد و دستور اعدام چندین رهبر یهودی را صادر کرد. این امر منجر به انتقام علنی جامعه یهودی اسپهان با زنده نگه داشتن دو موبد زرتشتی شد که به نوبه خود به آزار و اذیت بیشتر علیه یهودیان منجر شد.

## مرگ و جانشینی
یزدگرد دوم در سال ۴۵۷ میلادی درگذشت. او ظاهراً جانشینی برای خود تعیین ننموده بود. و در عوض - به گفته مورخ قرون وسطایی الثعالبی - این کار را به نخبگان سپرد. به زودی جنگ داخلی درگرفت. پسر بزرگ او هرمز سوم در شهر ری در شمال ایران به تخت نشست، در حالی که پیروز به شمال شرقی امپراتوری گریخت و شروع به تشکیل ارتش کرد تا تاج و تخت را به‌دست‌آورد. به این ترتیب امپراتوری طی یک سلسله مبارزات سقوط کرد و تقسیم شد. مادر این دو برادر، دینگ، به‌طور موقت به عنوان نایب السلطنه امپراتوری در پایتخت، تیسفون، حکومت کرد.

## رد ازدواج با دختر خویش
آرتور کریستنسن ذکر می‌کند که یزدگرد دوم در هشتمین سال پادشاهی خود «دختر خود را که به همسری گرفته بود بکشت. علیرضا شاهپور شهبازی می‌نویسد 
 یزدگرد دوم پسر بهرام پنجم یا بهرام گور بود، و بهرام گور در آغاز هشتمین سال پادشاهی پدرش زاده شد یعنی در سال ۴۰۷ م، و به هنگام به تخت نشستن در بهار ۴۲۱ م چهارده ساله بود (نولدکه- طبری، ص ۸۵، یادداشت ۴)، و نیز به هنگام مرگ در ۴۳۹ یعنی در سال هیجدهم از پادشاهی خود سی و دو ساله بود (همان منبع، ص۴۲۳). پس تاریخ زادن یزدگرد دوم را زودتر از هفده سالگی پدرش، یعنی (۴۰۷+۱۷) ۴۲۴م نمی‌توان گرفت؛ بنابراین وقتی یزدگرد دوم به پادشاهی رسید حداکثر (۴۲۴–۴۳۹)پانزده ساله بود و در سال هشتم از پادشاهی خود حداکثر بیست و سه سال داشت. پس چگونه می‌توانست در آن موقع دختر خود را به همسری گرفته بوده باشد و بعد هم از او زده شده باشد به طوری که او را بکشد؟

## سکه‌شناسی
دوران پادشاهی یزدگرد دوم آغاز نگارش جدیدی بر روی سکه‌های ساسانی است. مَزدِسن بای کی ("شکوه مزداپرست، شاه")، که نشان دهنده علاقه او به سلسله اسطوره‌ای کیانیان است که از عنوان کَی استفاده می‌کردند. تغییر در دیدگاه سیاسی امپراتوری ساسانی - که در ابتدا به سمت غرب گرایش داشت، اکنون به شرق تغییر کرده بود. این جایگزینی که قبلاً در زمان یزدگرد اول و بهرام پنجم آغاز شده بود، در زمان یزدگرد دوم و پسر و جانشین او، پیروز یکم (حکومت ۴۵۹–۴۸۴) به اوج خود رسید. این تغییر دیدگاه ممکن است به دلیل ظهور قبایل متخاصم در جبهه شرقی ایران آغاز شده باشد. جنگ علیه اقوام هون ممکن است رقابت اسطوره‌ای بین حاکمان کیانیان ایرانی و دشمنان تورانی آنها را بیدار کرده باشد که در اوستای نو به آن اشاره شده باشد. بنابراین ممکن است در نتیجه درگیری بین ایران و دشمنان شرقی آن بوده باشد که منجر به اقتباس لقب کَی شد که همان پادشاهان اساطیری ایرانی در جنگ با تورانیان در شرق از آن استفاده کردند. به همین ترتیب، به احتمال زیاد در این دوره بود که متون افسانه ای و حماسی توسط ساسانیان گردآوری شد، از جمله افسانه شاه پهلوان ایرانی فریدون (فردون در پارسی میانه) که پادشاهی خود را بین سه پسرش تقسیم کرد. پسر ارشدش سلم امپراتوری غرب (روم) را دریافت کرد، دومین پسرش توران بزرگ که امپراتوری شرق (توران) را دریافت کرد و جوانترین ایرج که قلب امپراتوری (ایران) را دریافت کرد. بر این اساس، یزدگرد دوم، متأثر از متون مربوط به کیانیان، خود را وارث فریدون و ایرج می‌دانست، بنابراین احتمالاً نه تنها قلمروهای رومی در غرب، بلکه قلمروهای شرقی هون‌ها را نیز متعلق به ایران می‌دانستند. بنابراین ساسانیان ممکن است با در نظر گرفتن لقب کیانیان (کیانی) به‌طور نمادین به دنبال احقاق حقوق خود بر آن سرزمین‌ها بوده باشند. عنوان سنتی «شاهنشاه» به‌طور کلی در ضرب سکه یزدگرد دوم وجود نداشت.
طرح جدیدی نیز بر پشت سکه‌های ساسانی ظاهر شد؛ آتشدان سنتی در بین دو خدمتگزار، به شیوه‌ای باشکوه تر دیده می‌شود. این امر احتمالاً وفاداری یزدگرد دوم به آیین زرتشتی را بیشتر نشان می‌دهد. استان‌های آسورستان و خوزستان بیشترین ضرابخانه‌ها را در این زمان در غرب و استان‌های گرگان و مرو بیشترین ضرابخانه‌ها را در شرق در خود جای دادند که برای حمایت مالی از نیروهای نظامی ساسانیان در جنگ‌های دو جبهه بوده است.

سکه‌های یزدگرد دوم
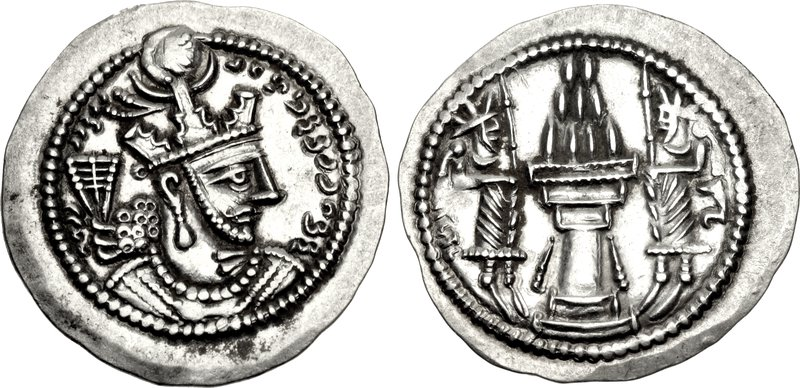
درخم یزدگرد دوم، ضرب گرگان یا قم در حدود ۴۳۹–۴۴۷ میلادی
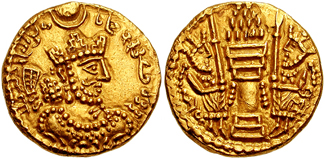
دنار یزدگرد دوم، ضرب مرو